# Baggs (Wyoming)
Baggs város az USA Wyoming államában, Carbon megyében. Lakosainak száma 411 fő (2020. április 1.).

## Népesség
A település népességének változása:

| 2010 | 440 |
| 2020 | 411 |